# Meris Šehović
Meris Šehović (rođen 14. septembra 1991. godine u Beogradu) je luksemburški političar i politolog. Od 9. jula 2020. je kopredsjedavajući Zelene stranke (déi gréng) sa Đunom Bernard. Od 2017. do 2020. godine bio je portparol omladinskog političkog pokreta Zelene stranke. Šehović je bio vodeći kandidat Stranke Zelenih za izbore za Evropski Parlament 2019. godine, zajedno sa Tilly Metz.

## Mladost, obrazovanje, privatni život
Ubrzo nakon rođenja, njegova porodica je odlučila da napusti ratom razorenu Jugoslaviju i da se dosele u Luksemburg. Šehović je završio luksemburšku srednju školu u Lycée Classique d'Echternach. Nakon što je završio srednju školu, počeo je studirati političke nauke i pravo na Univerzitetu Ludwig Maximilian u Minhenu, Nemačka, u zimskom semestru 2011. godine. Zimski semestar 2013. proveo je kao Erasmus student na Institutu političkih nauka ("Sciences Po") u Parizu, Franzuska.
Šehović je u mladosti kao student radijo u centrima za izbjeglice koje vodi Caritas. Od 2020. godine je član savjetodavnog odbora luksemburškog centra protiv radikalizacije. Kao priznanje za njegovu nacionalnu i evropsku posvećenost, Ministarstvo vanjskih poslova i Commonwealtha Ujedinjenog Kraljevstva uključilo ga je u kohortu budućih lidera Europe 2020.

## Politička karijera

### Počeci u omladinskoj politici
2011. godine Šehović je postao član Zelene stranke. Kada je skandal SREL izašao na vidjelo u Luksemburgu 2012-2013, Šehović je pratio političke debate i anketni odbor Parlamenta i komentarisao proces na svom političkom blogu.Istovremeno je postao član mladih Zelenih, gdje je vodio kampanju za reformu zakona o tajnoj službi i za vanredne izbore. Od 2013. do 2017. godine bio je član uprave mladih Zelenih. Godine 2017. kandidovao se za portparola i ovaj mandat je održao do februara 2020. godine.

### Evropska politika
Godine 2013., sa 22 godine, Šehović je postao šef kabineta i portparol Claude Turmesa, luksemburškog poslanika u Evropskom Parlamentu. Kao savjetnik, podržao je zakonodavni rad na nekoliko direktiva i zakona Evropske Unije u oblastima ekološke, klimatske, industrijske i trgovinske politike (npr. Paket cirkularne ekonomije EU, Right2Water, standardi emisije CO2 za nove putničke automobile) i pomogao je u radu poslanika u anketnom odboru Evropskog Parlamenta za istragu VW dizel skandala.
Šehović je 2017. godine podržao rad Claude Turmesa na knjizi o evropskoj energetskoj tranziciji.
Nakon što je Claude Turmes krenuo u nacionalnu politiku, Šehović je ušao na evropske izbore 2019. kao vodeći kandidat déi gréng, zajedno sa Tilly Metz. Završivši sedmi, za malo je propustio ulazak u Evropski Parlament.

### Predsjednik Zelene stranke
Nakon što je Christian Kmiotek najavio ostavku na mjesto predsjednika stranke, Šehović je izabran na Kongresu Zelene stranke 9. jula 2020. da ga naslijedi na mjestu lidera stranke. Na partijskom kongresu 20. marta 2021. ponovo je izabran za još tri godine na čelo stranke, zajedno sa Đunom Bernard.